# Eren Yeager
Eren Yeager (エレン・イェーガー Eren Yēgā?) es un personaje ficticio y protagonista del manga Shingeki no Kyojin, creado por Hajime Isayama. Eren desde niño hasta su adolescencia jura vengarse de las enormes y monstruosas criaturas conocidas como titanes porque uno de ellos devoro a su madre y destruyeron su ciudad en la Muralla María. Para derrotar a los titanes, Eren se alista en las Fuerzas Armadas y se une al Cuerpo de Exploración, un grupo de soldados de élite que luchan contra los titanes fuera de las murallas y también estudian la fisiología de los mismos para saber contra qué están luchando. A medida que avanza la historia, Eren gana el poder de convertirse en un titán identificado más tarde como «Titán de Ataque»  (進撃の巨人 Shingeki no Kyojin?). Eren usa este poder para darle a la humanidad una ventaja para derrotar a sus enemigos mientras aprende sobre su verdadera identidad y su propia historia. También ha aparecido en otros medios relacionados, incluidos anime, películas y videojuegos.
Isayama creó a Eren con la idea de un personaje cuyos miedos y sueños eran identificables, pero a menudo chocaban con su propia oscuridad, lo que resultaba en múltiples cambios en su caracterización. En la adaptación al anime de la serie, Eren ha sido interpretado por Yūki Kaji en japonés y Bryce Papenbrook en inglés. Ambos actores encontraron dificultades para emplear diferentes tipos de voces según la forma en que Eren crece a lo largo de la historia. En las adaptaciones cinematográficas, es interpretado por Haruma Miura.
La recepción crítica de Eren fue inicialmente bastante mixta, encontrándolo demasiado antagónico y duro para su edad. Los comentarios positivos se centraron en los ideales del personaje y sus nuevos poderes como titán, así como en el arco de su personaje. Sin embargo, el personaje ha demostrado ser popular dentro de la base de fanes del manga. Sus actores de doblaje fueron elogiados por sus interpretaciones.

## Creación y diseño
El autor, Hajime Isayama creó a Eren para que fuera «un joven normal que se paraliza de miedo cuando sus ojos verdes ven a un titán» en lugar de un protagonista estereotipado y exaltado que se ve a menudo en los mangas shonen.
Isayama describe su personalidad como la de un niño que usa la rabia como motivación como resultado de su debilidad y su incapacidad para salvar a su madre de los Titanes. Su represalia contra tales presiones desencadenó toda esta furia, lo que llevó a una importante introducción al núcleo de sus rasgos. Al principio de la serie, cuando se revela que Eren es un Titán cambiante, Isayama cree que lo escribió con calma que a su descripción original. Lo hizo para darle a su compañero Armin Arlert más determinación, ya que Eren confió en él para limpiarlo de la acusación de los militares de que era un enemigo de la humanidad. Como resultado, no se le dio el talento de soldado en comparación con otros miembros de la serie.
También afirmó que el deseo de Eren de salir de las murallas de la ciudad es similar al suyo. Cuando era niño, vivía en un pueblo japonés rural rodeado de montañas. Un día, quiso ir más allá de las montañas, lo que se reflejó en la ciudad rodeada de muros en el manga donde vivía Eren al comienzo de la serie. En retrospectiva, Isayama cree que Eren encaja con el tipo de narrativa que escribió para Attack on Titan, algo con lo que Isayama logró relacionarse. El físico de la forma de Titán del personaje se inspiró en el artista marcial mixto de peso wélter, Yushin Okami. Isayama originalmente tenía la intención de que Eren supiera desde el principio que era un titán.
Originalmente, su editor le preguntó a Isayama quién era el rival de Eren en el manga. Mientras pensaba inicialmente en Annie, Isayama notó que no había tal rivalidad entre ellos y, en cambio, pensó que Eren necesitaba superar algo para volverse más fuerte. A pesar de los problemas iniciales para comprender a Eren, Isayama notó que el personaje le recordaba cada vez más a sí mismo después, aunque todavía encontraba a Eren difícil de escribir. En capítulos posteriores, al enfrentarse a Annie, Isayama quería darle a Eren más responsabilidad haciéndolo sufrir la impotencia de que sus aliados fueran asesinados por el traidor. Otra escena importante para el arco de Eren involucró cómo se dio cuenta de que sus poderes no son buenos debido a cómo fue manipulado por su padre Grisha y pensó que no debería vivir debido a esta culpa, especialmente al darse cuenta de que mató a su propio padre cuando era niño. Hablando más sobre las rivalidades de Eren, Isayama lo comparó con Anakin Skywalker de Star Wars, ya que encuentra apropiado cómo ambos personajes tienen un conflicto interno con sus personajes más oscuros. Isayama describe la personalidad de Eren como un complejo emocional. Afirmó que a pesar de sus edades similares, Eren, Mikasa y Armin tenían diferentes estados mentales y que su crecimiento podría implicar su posible separación. Además, explora que si bien Mikasa disfruta estar junto a Eren, no encaja con su estilo. Como resultado, Isayama a menudo escribía ideas sobre cómo Eren se separaría de Mikasa, pero no estaba satisfecho con la respuesta de los lectores. Isayama comparó su relación con la de una madre sustituta con su hijo (con Mikasa actuando como la madre) algo que Eren encontraría molesto y, por lo tanto, esperaba que escribiera en la historia cómo Eren se independizaría de Mikasa.
En el volumen 22 del manga, Isayama dibujó una imagen de Eren mirando al mar, algo que lo motivó durante su infancia. Sin embargo, Isayama declaró que a partir de este momento, Eren y sus amigos maduraron ya que son parte del ejército. Originalmente, Isayama idealizó a Eren como un personaje que fue arrastrado por la trama en los primeros capítulos, pero siempre estuvo cerca de Mikasa y Armin durante estos momentos, ya que querían ayudarlo. Isayama notó que la caracterización de Eren es diferente de lo que fue visto originalmente por los fanáticos. Aunque originalmente deseaba ver el mar como un sueño, Eren creía que la humanidad debería tener derecho a ver, lo que resultaba en una perspectiva diferente sobre cómo cambia el personaje. Isayama comparó aún más al trío de Eren, Mikasa y Armin con un estudiante de secundaria que creció a lo largo de sus vidas hasta su graduación. En 2019, Isayama afirmó que tenía como objetivo lastimar a los fanáticos de Eren durante el arco final del manga. Mientras miraba los capítulos anteriores del manga, Isayama declaró que la lucha de Eren contra el Titán Martillo de Guerra era una de sus escenas favoritas.

## Apariciones

### Shingeki no Kyojin
Eren Yeager es presentado como un niño de once años que vive en la ciudad de Shiganshina y sueña con unirse a la Legión de Exploración para explorar el mundo exterior más allá de las murallas. Un año antes de los eventos de la historia, acompañando a su padre Grisha a conocer a sus familiares, Eren ayuda a Mikasa a despachar a sus secuestradores, mientras desarrolla su ideología a una edad temprana. Cuando los Titanes invaden Shiganshina, Eren se ve obligado a ver a su madre ser devorada por uno de los Titanes y, por lo tanto, jura matarlos a todos en adelante. Eren luego se alista en el ejército. Durante su primera misión en Trost, Eren se sacrifica para salvar a su amigo Armin de ser tragado por un titán barbudo. Eren logra transformarse él mismo en un titán, demostrando que su nueva fuerza es digna de luchar por la humanidad. Eren gana un lugar en el Escuadrón de Operaciones Especiales, una rama en la Legión de Exploración al mando de Levi. Eren es cazado por una titán, pero es salvado por Levi y Mikasa. Más tarde se revela que el Titán es su compañera de clase Annie Leonhart, quien es derrotada por Eren, pero se congela. Al ser perseguido por más aliados de Annie, Eren despierta un poder conocido como el Titán Fundador (始祖の巨人 Shiso no Kyojin?), que inconscientemente usa para dirigir a un grupo de titanes a atacarlos.
Poco después, envían a Eren con sus amigos a un pueblo aislado mientras se hacen los preparativos para una campaña para reconstruir la Muralla María. Luego, Eren es capturado por Rod Reiss, quien revela que la fundación estuvo originalmente en su familia durante años desde que su antepasado Karl Fritz creó las murallas, y que la familia Reiss lo usó para gobernar hasta que fue robado por Grisha. Se revela que Grisha es responsable de que Eren se convierta en un Titán y fue devorado por su hijo en el pasado inconscientemente. La compañera de clase de Eren, Krista Lenz, que en realidad es la hija de Rod, se niega a ayudar a su padre y libera a Eren. Eren y la Legión de Exploración parten a Shiganshina para recuperar la Muralla María y derrotar a un ejército de Titanes liderados por Zeke, el Titán Bestia y sus subordinados Bertold y Reiner. Con Shiganshina asegurado, Eren y sus amigos se enteran del pasado de Grisha: se revela que Zeke es el medio hermano de Eren y el primer hijo de Grisha, y se revela que se originaron en otra nación llamada Marley. Aprenden que la humanidad existe más allá de las murallas y que su verdadero enemigo es Marley, mientras viven en una isla llamada Paradis Island, y son una raza llamada eldianos (específicamente la «Gente de Ymir»), descendientes de la Titán cambiante original Ymir Fritz, y que en el pasado, cuando su poder se dividió en los Nueve Titanes que pasarían a su pueblo, se usó para conquistar y subyugar a muchas razas y naciones en el pasado, incluida Marley, quien derrocó a Eldia y tomó el control de Siete de los Nueve Titanes, antes de oprimir y degradar a los eldianos, mientras que los que permanecieron en el continente, fueron usados como poseedores de los poderes titánicos adquiridos para apoderarse de tras naciones como lo había hecho el Imperio Eldiano en el pasado. Eren se entera de que tiene una vida útil limitada como efecto secundario de ser un poseedor del poder de dos de los Nueve Titanes, incluido el Titán De Ataque, junto con el Titán Fundador.
Cuatro años más tarde, mientras se defiende de los infiltrados marleyanos con el nuevo Titán Colosal, Armin, Eren lidera a la Legión de Exploración en una extracción de Zeke en Liberio después de que Marley ganara su guerra con las Fuerzas Aliadas del Medio Oriente. Después de haberle amputado la pierna izquierda, Eren asume la identidad del Sr. Kruger (クルーガーさん Kurūgā-san?), un exoficial militar de Marley. Durante una conferencia celebrada por Willy Tybur para declarar la guerra a Paradis, Eren responde con un ataque, matando a Willy y luego devorando a su hermana para obtener el poder del Titán Martillo de Guerra. Las acciones de Eren resultan en su arresto, pero escapa con un grupo de miembros de la Legión de Exploración leales a él llamados «Yeageristas», y reanuda la búsqueda de Zeke. Eren se muestra ante Armin y Mikasa, y es emboscado por un grupo de soldados liderados por Reiner. Eren intenta llegar a Zeke para activar el poder del Titán fundador, pero Gabi casi lo mata. Zeke salva a su hermano, pero resulta ser que él tiene el control del poder del Titán fundador porque, como miembro de la familia real que no descendió del primer rey de las murallas, no le lavaron el cerebro por voluntad de este último y porque Ymir Fritz, la fuente del poder del Titán Fundador, estaba ligada como esclava a sus descendientes reales. Eren convence a Ymir para que lo ayude después de darle la opción de tomar su propia decisión. Revivido, Eren libera a los Titanes dentro de los muros y declara su intención de exterminar toda la vida fuera de Paradis para proteger a su gente, convirtiéndose en el enemigo del mundo. Los titanes destruyen gran parte de Marley antes de que un equipo liderado por Armin mate a Zeke, detenga el Retumbar y corte la conexión de Eren con la fuente de los Titanes. Después de muchas peleas, Eren es decapitado por Mikasa.

### En otros medios
Eren protagonizó la parodia Shingeki! Kyojin Chūgakkō, donde se lo presenta como un estudiante de secundaria que está obsesionado con los Titanes. En la novela visual Shingeki no Kyojin: Lost Girls, una versión alternativa del personaje muestra su relación con Mikasa, quien teme que, independientemente de los cambios en la historia, Eren esté destinado a morir. Es un personaje jugable en Shingeki no Kyojin: Humanity in Chains para Nintendo 3DS. Su forma de Titán también aparece en el juego. La novela visual de Jin Haganeya Burning bright in the forest of the night , tiene a Eren y Levi como personajes principales. También aparece en el juego para móviles Granblue Fantasy.

## Recepción

### Crítica
La recepción crítica del personaje de Eren ha sido variada. Jacob Hope Chapman de Anime News Network se refirió a Eren como "casi deliberadamente un protagonista 'desagradable', incluso para los estándares de un chico de 15 años" debido a razones como ser violento, impulsivo y no especialmente inteligente o fuerte. Sin embargo, le gustó que inspira a la gente al creer en sus sentimientos, esperanzas y sueños, convirtiéndolo en el "corazón de la humanidad". Theron Martin señaló que, si bien Eren inicialmente casi no tiene ninguna emoción además de la ira, en episodios posteriores finalmente reacciona con mayor variedad. Jeffrey Kaufman de Blu-ray.com llama a Eren "un personaje convincente, que gracias al desarrollo realmente sorprendente tras unos pocos episodios, se vuelve aún más convincente". Ken Iikura de Anime Now lo aclamó por la forma en que sus sentimientos se muestran, especialmente la rabia por su deseo de vengarse de los Titanes que se comieron a su madre, así como su reacción al descubrimiento de los dos Titanes que se han hecho pasar por sus amigos. Como resultado, Iikura explicó que Eren era más atractivo por sus emociones que por sus poderes. Mientras aclamaba el episodio "Guerrero", el sitio MANGA.TOKYO elogió las interacciones de Eren con Reiner y Bertholtd, debido a la tranquilidad que desprenden hasta su eventual pelea.
A Kyle Charizanis de The Fandom Post le pareció divertida la representación en el anime de la transformación del personaje, comenzando por su aspecto "casi lamentable" mientras declaraba cómo iba a matar a todos los Titanes. En el episodio final de la primera temporada del anime, cuando Eren está luchando contra la Titán Hembra, describe el monólogo interno del personaje como un cambio "de la determinación violenta habitual a una especie de locura alegre", y compara su tono con el del Joker. A Elijah Watson, de la revista Complex, le gustó el giro de la trama por la transformación del protagonista. A Bamboo Dong de Anime News Network le agradaron las habilidades del Titán de Eren, alegando que "no ha habido nada tan incómodo para mí ver cómo Eren muerde su propia mano, tratando de transformarse. Hay algo visceral y real en que Eren extraiga sangre de la suya propia, me dio escalofríos". También elogió sus pensamientos cuando luchaba contra la Titán Hembra, debido a la representación de la humanidad de Eren a pesar de ser un Titán.
Otros escritores fueron más críticos con el personaje. Nicoletta Browne de THEM Anime Reviews lo encontró "un protagonista frustrante", basado en cómo sus ataques de ira y exclamaciones "pueden verse como muy infantiles". Elliot Gray de Japanator lo llamó un "típico protagonista de manga shonen" y, en cambio, encontró a Mikasa y Armin más atractivos. De manera similar, Anna Neatrour de Manga Bookshelf lo llamó “en muchos sentidos un héroe shonen bastante típico, descarado y obstinado” y consideró que el diseño del manga de los humanos estaba “dibujado con rigidez y no en proporción; durante gran parte del tiempo, Eren y sus camaradas se gritan entre sí, con expresiones faciales que no tienen mucha variación".
IGN encontró que Eren comenzó a tener un arco de personaje notable en la tercera temporada del anime, a medida que aprende de sus pensamientos pasados, pero lo encontró doloroso en comparación con otros personajes debido a lo duro que es Eren consigo mismo. MangaTokyo aclamó el crecimiento de Eren a lo largo de la serie, gracias al cambio de su actitud infantil por un comportamiento más sereno en busca de la libertad. El Fandom Post señaló que uno de los giros principales de la tercera temporada fue descubrir la relación entre el protagonista y Zeke, pero lamentó que la narrativa se centrara más en Erwin y Armin que en Eren y Mikasa. Otro crítico elogió cómo el desarrollo de los personajes y el descubrimiento de la verdad detrás de Grisha también se refleja en los momentos de la infancia de Eren, Mikasa y Armin. IGN notó que aunque se convierte en un personaje más oscuro en el arco de la historia posterior, aún permanece ambiguo cuando habla con Mikasa en un recuerdo sobre sus vínculos.

### Popularidad
En los premios de anime Newtype de 2013, Eren fue votado como el octavo mejor personaje masculino. En las encuestas del Anime Grand Prix 2014 de Animage, Eren se clasificó como el cuarto personaje de anime masculino más popular, detrás de Levi, que fue votado como favorito. Sin embargo, su actor de voz ocupó el primer lugar en la encuesta, con Eren como su principal papel para ese período. Anime News Network también enumeró su forma de Titán como uno de los poderes más extraños vistos en el anime. En una encuesta de Newtype, fue votado como el décimo personaje de anime masculino más popular de la década de 2010.
Eren aparece en una variedad de productos. En diciembre de 2013, Good Smile Company lanzó el llavero Eren Picktam! junto con llaveros de otros personajes de la serie. La nendoroid y figma oficiales de Eren también se lanzaron en la primavera de 2014 tras el éxito del anime.
 Bandai también ha lanzado peluches del personaje, uno más pequeño en diciembre de 2013 y otro de mayor tamaño en julio de 2014. Cuenta a su vez con un perfume propio, inspirado en los rasgos de su carácter. Este fue lanzado por Koubutsuya en otoño de 2013 junto con los perfumes de Mikasa Ackerman y Levi.